# Michael Jastram
 (janvier 2020).
Pour les articles homonymes, voir Jastram.
Michael Jastram, né le 29 juin 1953 à Berlin, est un sculpteur allemand.

## Biographie
Michael Jastram est né à Berlin en 1953 du sculpteur Jo Jastram. Après des études de 1976 à 1978 à l'académie d'art de Berlin-Weißensee, il y étudie de 1979 à 1984 dans la section sculpture-plastique et obtient un diplôme. Depuis, il travaille comme sculpteur indépendant à Berlin. Son studio est à Berlin-Wedding.
Après avoir terminé ses études, il dépose une demande d'expatriation de Berlin-Est à Berlin-Ouest, qui n'a alors été approuvée que l'année[Quand ?] du "Tournant"[Quoi ?]. Jastram est marié et a un fils.
Des voyages d'études ont emmené l'artiste en Italie, en France, au Danemark (projet « Grundsmögle Kirke »), aux États-Unis, en Écosse et au Japon. Après avoir travaillé comme sculpteur honoraire au Deutsche Oper de Berlin, Jastram est devenu professeur artistique pour les sculpteurs de théâtre de cet établissement en 1992. En 2003, il a également été chargé de cours à Artschool-International à Berlin.
En 2000, il visite une exposition sur l'art celte à Berlin qui provoquant un tournant décisif dans son travail.
Entretenant une amitié avec le galeriste Marco Schütz, galeriste bellifontain et conseiller municipal de la ville de Fontainebleau, il expose à ce jour, plusieurs de ses œuvres à la galerie Artfontainebleau située 10, rue des Trois-Maillets à Fontainebleau.

## Œuvre
La plupart des sculptures de Michael Jastram sont en bronze. Il s'inspire essentiellement de l'art celte et des légendes grecques. Par ses œuvres figurent notamment : des chariots, des chevaux, des cavaliers, des portes, des maisons, des tours, et des drapeaux.
Parmi ses œuvres notables figurent :
- 2014 : Fahnenwagen (bronze)
- 2015 : Jeanne d'Arc (bronze)
- 2019 : Europe et le Taureau (bronze), inaugurée le 8 mai 2019 sur la Place de la République à Fontainebleau. Cette statue est inspirée du mythe d'Europe et du Taureau. En interview, l'artiste déclare que chacun doit "apporter quelque chose à l'Europe" et que cette statue, qu'il place "au cœur de l'Europe" est pour lui l'occasion de faire son devoir de "citoyen européen"[3].